# Nerio II. Acciaiuoli

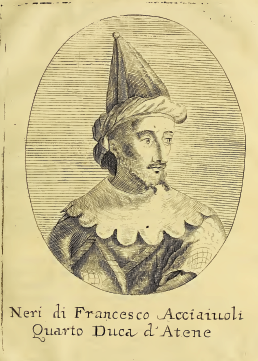
Nerio II Acciaioli

Nerio II. Acciaiuoli (* ?; † 1451) war ein Herzog von Athen aus der Familie Acciaiuoli. Er war der Sohn von Francesco Acciaiuoli und Großneffe von Herzog Nerio I. Acciaiuoli.
Nerio kam 1413 von Florenz nach Athen. Seine Brüder waren Antonio, Bischof von Kaphallenia, und Giovanni, Erzbischof von Theben. Mit der Hilfe des osmanischen Sultans folgte er 1435 seinem Vetter Antonio I. Acciaiuoli als Herzog nach und heiratete die Herzoginwitwe Maria Melissena. 1439 wurde er von seinem Bruder Antonio gestürzt, worauf er sich nach Florenz ins Exil begab. Dort war er ein Teilnehmer des Konzils auf dem die Kirchenunion zwischen dem Papst und dem byzantinischen Kaiser Johannes VIII. Palaiologos beschlossen wurde.
Nach dem Tod des Bruders 1441 konnte er wieder nach Athen zurückkehren. 1444 fiel der Despot von Morea, Konstantinos Dragases, in Böotien ein und besetzte Theben und Livadia. Dadurch wurde Nerio zur Anerkennung der Oberherrschaft des Despoten gedrängt. Nachdem aber die Osmanen in der Schlacht bei Varna gesiegt hatten, erbat Nerio beim Sultan erfolgreich um Verzeihung für seinen erzwungenen Abfall. Im Gegenzug führte dies zu einer kurzzeitigen Besetzung Athens durch den Despoten. 1446 schloss sich Nerio dem osmanischen Zug nach Morea an und nahm an der Erstürmung des Hexamilion teil. Das von den Osmanen eingenommene Theben erhielt er aber nicht mehr zurück.
Während seiner Herrschaft empfing er zweimal den Altertumsforscher Cyriacus von Ancona in Athen.
Nerio war in zweiter Ehe verheiratet mit Clara Giorgio und hatte mit ihr einen Sohn, Francesco I. Acciaiuoli. Nach seinem Tod ernannte sich seine Witwe eigenmächtig zur regierenden Herzogin neben ihrem Sohn. Sie verheiratete sich sofort mit ihrem Geliebten, Bartolome Contarini, der dafür seine erste Ehefrau ermorden ließ.